# Гумперда
Гумперда (нем. Gumperda) — община в Германии, в земле Тюрингия. 
Входит в состав района Заале-Хольцланд. Подчиняется управлению Зюдлихес Залеталь.  Население составляет 372 человека (на 31 декабря 2010 года). Занимает площадь 6,27 км².